# Molineriella minuta subsp. australis
Molineriella minuta subsp. australis é uma subespécie de planta com flor pertencente à família Poaceae. 
A autoridade científica da subespécie é (Paunero) Rivas Mart., tendo sido publicada em Lazaroa 2: 168. 1980.

## Portugal
Trata-se de uma subespécie presente no território português, nomeadamente em Portugal Continental.
Em termos de naturalidade é nativa da região atrás indicada.

## Protecção
Não se encontra protegida por legislação portuguesa ou da Comunidade Europeia.